# Шрусбері Тауншип (округ Лайкомінг, Пенсільванія)
Шрусбері Тауншип (англ. Shrewsbury Township) — селище (англ. township) в США, в окрузі Лайкомінг штату Пенсільванія. Населення — 418 осіб (2020).

## Демографія
Згідно з переписом 2010 року, у селищі мешкало 409 осіб у 173 домогосподарствах у складі 118 родин. Було 259 помешкань
Расовий склад населення:
| - 99,5 % — білих - 0,2 % — чорних або афроамериканців |

До двох чи більше рас належало 0,2 %. Частка іспаномовних становила 0,0 % від усіх жителів.
За віковим діапазоном населення розподілялося таким чином: 19,6 % — особи молодші 18 років, 65,5 % — особи у віці 18—64 років, 14,9 % — особи у віці 65 років та старші. Медіана віку мешканця становила 46,0 року. На 100 осіб жіночої статі у селищі припадало 94,8 чоловіків;  на 100 жінок у віці від 18 років та старших — 95,8 чоловіків також старших 18 років.
Середній дохід на одне домашнє господарство  становив 54 785 доларів США (медіана — 44 821), а середній дохід на одну сім'ю — 66 560 доларів (медіана — 61 250). Медіана доходів становила 39 375 доларів для чоловіків та 45 893 долари для жінок. За межею бідності перебувало 10,5 % осіб, у тому числі 7,2 % дітей у віці до 18 років та 9,5 % осіб у віці 65 років та старших.
Цивільне працевлаштоване населення становило 241 особа. Основні галузі зайнятості: виробництво — 22,0 %, мистецтво, розваги та відпочинок — 10,4 %, освіта, охорона здоров'я та соціальна допомога — 10,4 %.